# El Paraíso, Huehuetla
El Paraíso är en ort i Mexiko.   Den ligger i kommunen Huehuetla och delstaten Hidalgo, i den sydöstra delen av landet, 160 km nordost om huvudstaden Mexico City. El Paraíso ligger 890 meter över havet och antalet invånare är 231.
Terrängen runt El Paraíso är kuperad åt nordost, men åt sydväst är den bergig. Runt El Paraíso är det ganska tätbefolkat, med 192 invånare per kvadratkilometer. Närmaste större samhälle är Huehuetla, 3,0 km norr om El Paraíso. Omgivningarna runt El Paraíso är en mosaik av jordbruksmark och naturlig växtlighet.